# パワーレンジャー・ダイノフューリー

『パワーレンジャー・ダイノフューリー』 (Power Rangers Dino Fury) は、アメリカ合衆国の特撮テレビドラマ。『パワーレンジャー』の第28・29シーズンに当たり、同シリーズの第21作となる。2019年に日本で放映されたスーパー戦隊シリーズ第43作『騎士竜戦隊リュウソウジャー』をベースとしている。2021年にニコロデオンで放送開始。2022年の第2シーズン（シリーズ第29シーズン）はNetflix独占配信作品となった。

## 概要
2020年2月に開催されたニューヨークトイフェア2020にて2021年のパワーレンジャー・シーズン28の予告編が上映され、ベースが『リュウソウジャー』であることが報道された。同年5月16日には、シーズン28のタイトルが『パワーレンジャー・ダイノフューリー』であることと、その概要が発表された。仮タイトルは「パワーレンジャー・ダイノナイト」だったが、ハズブロの意向によりダイノフューリーに決定した。
2019年5月から番組開発が始まり、『パワーレンジャー・ニンジャスティール』と『パワーレンジャー・ビーストモーファーズ』にて監督を務めたサイモン・ベネットがショーランナーを務め、チップ・リンとともに脚本関係の作業を進め、撮影開始前の段階でシーズンの構成はほぼ完了したとされる。リュウソウジャーをベースとすることはベネットと脚本チームからの提案であったとされる。全1シーズン全22話の予定でストーリーがほぼ完成していたが、2021年に発表されたシリーズ再起動が遅れてるため、コンテンツを維持する繋ぎのため、シーズン2への延長が決まり、44話に延長されたため、追加エピソードの脚本が書かれたものの、全体的なストーリーは変更されていないとされる。
ベネットによれば、新型コロナウイルス感染症の影響でニュージーランドがロックダウンが行われた際もZoomを用いて番組のストーリー構成や脚本の執筆が続けられ、番組制作に大きな影響はなかったとされる。
これまではハイム・サバンの意向により、子供向けに道徳的な要素や教訓、感動シーンなどを入れることが求められており、初回やシーズンフィナーレ以外は1話完結のストーリーを中心としていたが、本作品ではそれらの規制は緩和され、年齢層の高い視聴者を狙ってシリーズを通したストーリーを構成することが行われている。
番組開発が始まった時点ではリュウソウジャーが日本で放送中であり、今後のストーリーも分からない状態でサイモン・ベネットと脚本家が映像を分析して利用可能な要素を抜き出していたとされる。流用映像の比率は平均して1話につき2分から4分程度である。
オーディションはアメリカ・オーストラリア・ニュージーランドで行われたが、コロナウイルスの影響でオーストラリアの俳優は採用することが出来なかったとされる。アメリカでは4000人がオーディションに参加し、30名がアメリカで行われたチップ・リンとの面接を経て、最終オーディションに参加した。最終オーディションもZoomを使って行われている。
2020年7月、ニュージーランド企業・技術革新・雇用省から国外関係者の入国許可が与えられ、6人のアメリカ人俳優と20人の日本人スタントマンがニュージーランドに渡り、同年10月からの撮影が予定されている。
2022年のGLAADメディア賞Outstanding Kids & Family Programmingを受賞した。

## あらすじ
6500万年前、ラフコン星に突然、スポリックスという凶暴な生物が発生。ラフコン人らは防衛隊で戦うが、なすすべもなく星は壊滅状態に。
その後、スポリックスが恐竜のいる地球へと手を伸ばしていることを知ると、ラフコン兵の生き残りも地球へ向かい、戦闘を続行。再びピンチに陥ろうとしたとき、6体の恐竜を連れたモーフィンマスターから恐竜の魂を授けられ、ラフコン兵はパワーレンジャー・ダイノフューリーとなった。強大な力によりスポリックスを封印することに成功するが、リーダーのザイトを残して死亡してしまった。
そして2021年、ヴォイドナイトがスポリックスの卵を目掛けて基地に襲い掛かってきた！長年の眠りから目を覚ましたザイトは、地球人と共にスポリックスを巡る戦いが始まる！

## 登場人物
括弧内は原典作品における該当人物。

### パワーレンジャー・ダイノフューリー
通称：ダイノフューリーレンジャー。名乗りは「Dino Fury Power !!」。
ザイト / ダイノフューリー・レッドレンジャー（リュウソウレッド）
ダイノフユーリーレンジャーのリーダー。ラフコン人。スポリックスを封印した際、再び必要とされるまでステーシスポッド内で眠っていた。頭の触角は引っ込められる。名乗りは「T-rex  Fury Red Ranger!!」。
最終回においては白いスーツのレンジャーの姿で現れる。これに関してサイモン・ベネットはこの時点では次のシーズンの企画などは動いておらず、あくまで最終回だけに登場する形態として作ったとして述べている。新スーツのデザインはサラ・ブーンが担当。
オーリー ・アカナ / ダイノフューリー・ブルーレンジャー（リュウソウブルー）
どんな恐怖にも怯えない勇敢な性格。スポリックスを見つけるため一人でも立ち向かうという少し無茶な面もある。母のラニと共にダイノヘンジを発見した第一人者。名乗りは「Tricera Fury Blue Ranger!!」。
アメリア・ジョーンズ / ダイノフューリー・ピンクレンジャー（リュウソウピンク）
メディア会社のバズブラストで働くオカルトマニアなジャーナリスト。必要なことはちゃんとやるしっかり者。名乗りは「Ankylo Fury Pink Ranger!!」。
イザベラ（イジー）・ガルシア / ダイノフューリー・グリーンレンジャー（リュウソウグリーン）
ストイックなアスリート。ジャヴィの義理の妹。シリーズでは初の女性グリーン戦士。イジーはスカート嫌いのため剥いでいた（原典では男性だったため）。
当初は金髪のキャラクターになる予定だったが、イジー役のハンター・ディーノに金髪は似合わないと判断され、黒髪に変更された。
名乗りは「Tiger Fury Green Ranger!!」。
ハビエル（ハビー）・ガルシア / ダイノフューリー・ブラックレンジャー（リュウソウブラック）
冷静なフリーミュージシャン。博物館に展示している緑の球体を破壊したことでダイノフューリーに変身する資格を得た。義理の妹であるイジーをとても大切に思っている。名乗りは「Stego Fury Black Ranger!!」。
アイヨン / ダイノフューリー・ゴールドレンジャー（リュウソウゴールド）
ザイトと同じラフコン星人の生き残りで、スポリックスが暴走したと知るや否やいち早く立ち向かった。正義のためならどんなルールを破っても厭わなず、ザイトにリーダーの本質を悟らせた存在でもある。生真面目なザイトとは対照的に、気さくな性格。

### 協力者
ソロン
出身地不明。ザイトとは昔からの親友。ラフコン兵が地球に建てたとされるダイノヘンジで、卵に封印したスポリックスが暴走しないよう見守っている。
ラニ・アカナ
オーリーの母で考古学者。
ミック・ケーニック
パワーレンジャー・ニンジャスティールに登場したヒューマノイドタイプの宇宙人。鳥に変身して登場。ヴォイドナイトも求めているという「ニンジャネキサスプリズム」を捜してほしいとダイノフューリーレンジャーにお願いする。
モーフィンマスター
『パワーレンジャー』第1シーズンにて存在が語られた太古の魔術師たち。時間の流れを超越した存在とされ、ザイトたちラフコン星人にパワーを与えた存在。
スーツのデザインはトレーシー・コリンズで、造形は日本で行われた。スーツはレッドとグリーンの二つしか制作されておらず、他の色のマスターはスーツをCG加工することで表現されている。

### バズブラスト関係者
バビーとアメリアの職場。名称はBuzzFeedから取られている。本作品における変身前のレンジャーたちのたまり場的な場所として考えられた。ソーシャルメディアエージェンシーを使った理由としてサイモン・ベネットは「パワーレンジャーを高校生よりも上の年齢層に設定したかった」としている。
ジェーン
バズブラストの編集長。J-ボーグとともにコメディリリーフ的な存在となる。
劇中にはフルネームは登場しないが、演じたキラ・ジョセフソンによればファミリーネームはフェアビューであるとされる。
J-ボーグ
『パワーレンジャー・オペレーション・オーバードライブ』に登場したハードフォード・インダストリー製のロボット。

### スポリックスアーミー（ドルイドン族）
本作品の敵勢力。
タリック/ヴォイド・ナイト（ガイソーグ）/ヴォイドキング（プリシャス）　
スポリックスを「エネルギー源」として求めている謎の騎士。ダイノヘンジからスポリックスの卵を奪い、産まれたモンスターらを使って活動する。
玩具のフィギュア付属のダイノフューリーキーは紫であるが、ゾードの顔が原典の劇場版に登場するキシリュウジンになっている。その後、スポリックスを集める目的が恋人のサントーラを復活させるためだったことが判明し、盗んだラニのマシンで仕上げを図ろうとするが、レンジャーによって引き起こされたマシンの大爆発に巻き込まれ、生死不明になるが、後に生存していたことが判明した。
ヴォイドクイーンによってヴォイドキングに変身、洗脳された。この状態になると、相手と同じ技を使えるようになる。
サイモン・ベネットは妻を救うために悪に走るキャラクター性について人は正しい目的のために時には過ちを犯すといった現実的な要素を取り入れた。制作体制の変更により、これまでのシリーズの悪役とは異なり視聴者が共感性を得られるキャラクターを登場させることが出来るようになったと述べている。
サントーラ/ヴォイドクイーン（ノア夫人)
タリックの本拠地、エリア62の救命カプセルに眠る女性。タリックの妻である。シーズン1の終盤でラニのマシンの大爆発に巻き込まれたものの、カプセルごと無傷だった。シーズン2で、スポリックスのパワーを集めきったことにより長い眠りから目覚める。
その後その影響でヴォイドクイーンへと変貌、怪物の様な姿になる。
サントーラ役のシボーン・マーシャルは妊娠中であったことから、全身が映るシーンはボディダブルによるものが多い。
- トッキュウジャーの敵役の中で、初めてスーツがそのまま使われている。

ミューカス（クレオン）
スポリックスの卵から生まれた幹部。
ブームタワー（タンクジョー）
スポリックスの卵から生まれた幹部。軍団の指揮官。
スライサー（ワイズルー）
ヴォイドナイトとミューカスがレンジャーのデータをスポリックスにインプットすることで生まれた新たな幹部。攻撃する度に大声で宣言したり、戦った相手をレビューしたりなど変わった言動が多い。
ヘンジメン（ドルン兵）
元々はダイノヘンジを守る存在だったが、ヴォイドナイトに洗脳され敵となってしまった。唸り声で会話をする。
スポリックスビースト(マイナソー）
スポリックスの卵から生まれた怪人で、本作のモンスターの名称。原典と異なり言葉を話する。

### 第三勢力
ロード・ゼッド
『パワーレンジャー』などに登場した悪の帝王の複製体。ロード・ゼッドも参照。
当初は登場する予定は無く、全44話に延長された際にハズブロの担当者の提案で登場することが決定した。

## 装備・戦力
ダイノフューリーモーファー（リュウソウチェンジャー）
初期メンバー5人の変身ブレス。ダイノフューリーキー（変身リュウソウル）を装填した後にバイザーを回すことで変身する。
玩具版では振動を検知すると戦闘サウンドが鳴るという仕様。
ダイノフューリーバトルベルト（リュウソウバックル）
クロマフューリーセイバー（リュウソウケン）
初期メンバー5人の剣。
ダイノダガー
ダイノチャク
パワーレンジャーのヌンチャク。
ダイノフューリーキー（リュウソウル）
モサブラスター（モサチェンジャー）
モサブレード（モサブレード）
ゴールドレンジャーの剣。
ブレードブラスター（モサブレイカー）
モサブラスターとモサブレードを合体させた武器
ヴォイドセイバー（ガイソーケン）
ヴォイド・ナイトの剣。アクションフィギュアではヴォイドフューリーセイバー。
ヴォイドフューリーシールド
ヴォイド・ナイトの盾。
ダイノナイトモーファー（マックスリュウソウチェンジャー）
シーズン2から登場。レッドレンジャーがダイナイトモードに変身する際に使用する。
ダイノマスターセイバー（リュウソウカリバー）
ダイノマスターモードに変身することが可能になる剣。
メガフューリーセイバー
本作オリジナルの武器アイテムで、メガゾードと連動する。
ダイノフューリーサイクル
レッドレンジャー用のティラノサウルス型のバイク。玩具ではブルーレンジャー用のトリケラトプス型バイク、グリーンレンジャー用のサーベルタイガー型バイクもある。

### ゾード（騎士竜）
T-rexチャンピオンゾード（ティラミーゴ）
ダイノフューリーレッドレンジャー専用のティラノサウルス型のゾード。
トリケラブレードゾード（トリケーン）
ダイノフューリーブルーレンジャー専用のトリケラトプス型ゾード。
アンキロハンマーゾード（アンキローゼ）
ダイノフューリーピンクレンジャー専用のアンキロサウルス型ゾード。
タイガークローゾード（タイガランス）
ダイノフューリーグリーンレンジャー専用のサーベルタイガー型ゾード。
ステゴスパイクゾード（ミルニードル）
ダイノフューリーブラックレンジャー専用のステゴサウルス型ゾード。
モサレイザーゾ―ド（モサレックス）
ダイノフューリーゴールドレンジャー専用のモササウルス型ゾード。
プテラフリーズゾード（プテラードン）

### メガゾード
T-rexチャンピオンゾードバトルモード（キシリュウオー）
T-rexチャンピオンゾードが変形したメガゾード。
ダイノフューリーメガゾード（キシリュウオースリーナイツ）
ダイノフューリメガゾード ハンマーフォーメーション（キシリュウオーアンキローゼ）
ダイノフューリーメガゾード クローフォーメーション（キシリュウオータイガランス）
ダイノフューリーメガゾード スパイクフォーメーション（キシリュウオーミルニードル）
ダイノフューリーメガゾード ウォーリアフォーメーション（キシリュウオーファイブナイツ）
モサレイザーバトルモード（キシリュウネプチューン）
モサレイザーゾードが変形したメガゾード
プライマルウルトラゾード（キングキシリュウオー）
T-rex、モサレイザー、プテラの3体が合体した形態。
プテラスマッシュウルトラゾード（キシリュウオージェット）

## キャスト

### レギュラー・準レギュラー
- ザイト/ダイノフューリー・レッドレンジャー[52] - ラッセル・カリー
- オーリー/ダイノフューリー・ブルーレンジャー[52] -  カイ・モヤ
- アメリア/ダイノフューリー・ピンクレンジャー[52] - ハンター・ディーノ
- イジー/ダイノフューリー・グリーンレンジャー[52] -  テッサ・ラオ
- ハビー/ダイノフューリー・ブラックレンジャー[52] - チャンス・ペリッツ
- アイヨン/ダイノフューリー・ゴールドレンジャー[53] - ジョーダン・ファイト
- ソロンの声[54] - ジェセフィン・デイヴィソン
- ジェーン[55] - キラ・ジョセフソン
- J-ボーグ[56] - ビクトリア・アボット
- タリック/ヴォイド・ナイト /ヴォイドキング[57] - ジャレッド・ターナー
- サントーラ/ヴォイドクイーン[16] - シボーン・マーシャル
- ミューカスの声及び人間体[58] - トラム・ヘン
- ブームタワーの声[59]、ブームブラスターの声[59] - マーク・ミッチンソン
- スライサーの声[60] - 、スクローズルの声[60]、ミスター・ウィズ[61]（S1:15） - キャンベル・クーリー
- ロード・ゼッドの声[62] - アンドリュー・レイン
- レッド・モーフィンマスターの声[63] - ダリル・ハブラケン
- グリーン・モーフィンマスターの声[64] - ベス・アレン
- ブルー・モーフィンマスターの声[65] - ケビン・キーズ

### 主なゲスト
カッコ内は出演話数。
- ミック・ケーニック(S1:8) - ケルソン・ヘンダーソン
- ショー司令官(S2:12) - テイーラ・ブレイクリー

### スーツアクター・スタント
- ダイノフューリー・レッドレンジャー[66][67][68]（変身前のスタントも担当）[69]、ヴォイド・ナイト[68][70]、ヴォイド・キング[68]、ヘンジメン[71]、ロード・ゼット[72][73] - 新田匡章
- ダイノフューリー・レッドレンジャー[68]、ダイノフューリー・ブラックレンジャー[68][74]、モンスター[68]、ヘンジメン[68] - 飯田卓也
- ダイノフューリー・ブルーレンジャー[75] 、ヴォイド・キング[72] 、モンスター[68] - 齋藤真矢
- ダイノフューリー・ブルーレンジャー[68][67][71]（変身前のスタントも担当）[69][76]、スライサー[77]、モンスター[68]、ヘンジメン[68]など - 山下駿
- ダイノフューリー・ブルーレンジャー[78]、ダイノフューリー・ブラックレンジャー[78]、ヘンジメン[79]-アレックス・マクコール
- ダイノフューリー・ピンクレンジャー[75]（変身前のスタントも担当）[80]、ダイノフューリー・グリーンレンジャー[67][68]、ヴォイド・クイーン[72][68][73]、モンスター[68]、ヘンジメン[71] - 高嵜百花
- ダイノフューリー・ピンクレンジャー[67][68]、ダイノフューリー・グリーンレンジャー[81][75] （変身前のスタントも担当）[69][82]、モンスター[68]、ヘンジメン[71]など - 和田崎 愛
- ダイノフューリー・ピンクレンジャー[83]、ダイノフューリー・グリーンレンジャー[81]、ダイノフューリー・ゴールドレンジャー[84]、全てのレンジャーのスタント[68]、モンスター[77]、ヘンジメン[71]など - 大石将史
- ダイノフューリー・グリーンレンジャー[84]、ミューカス[72][85][86]、ヘンジメン[71]、全てのレンジャーのスタント[68]など - こしげなみへい
- ダイノフューリー・ブラックレンジャー[75]、モンスター[68][77]、ヘンジメン[71]など - 本田光騎
- ダイノフューリー・ブラックレンジャー[78][87] 、ヘンジメン[79] - ベヴァン・ホダー
- ダイノフューリー・ゴールドレンジャー[78][75]、モンスター[68]、ヘンジメン[71] - 金山拓矢
- スライサー[72]、スクローズル[73]、その他幹部モンスター[68]、全てのレンジャーのスタント[68]、ヘンジメン[71]など - 三村幸司
- ヴォイド・キング[70]、モンスター[68]、ヘンジメン[79]など - トム・コンスタンタイン
- ヘンジメン[79] - マット・ベネット、ケビン・クー、ダン・ジャクソン、
- ヘンジメン（ダンス）[88] -マヌ・レノー
- グリーン・モーフィンマスター[89] - キアラ・パスカル
- アメリアのスタント[69] -シェーン・グリーサム
- ヘンジメン[90]、ラフコン星の兵士[91]-マッケイ・クラウリー

## スタッフ
- 製作総指揮 - サイモン・ベネット[10]、ブライアン・ゴールドナー、オリヴィエ・デュモン、ハイム・サバン
- 共同プロデューサー - ベッカ・バーンズ、アルウィン・デール
- クリエイティブ・プロデューサー - マイク・ハウザー
- ラインプロデューサー - サラ・スパーウェイ
- 音楽 - バート・セレン
- ストーリーエディター - ベッカ・バーンズ、アルウィン・デール
- セカンドユニット監督 - 野口勇次、佐藤健司[92]
- スタント・コーディネーター - マーク・ハリス
- 撮影監督 - オリー・ジョーンズ
- セカンドユニット撮影監督 - ドリュー・スタージ
- 編集 - アラーナ・バザード
- プロダクション・デザイナー - トレーシー・コリンズ
- クリエイティブ・コンサルタント - チップ・リン
- 創造者 - ハイム・サバン、東映
- 原作 - 東映
- 制作 - パワーレンジャー・プロダクション、東映
- 製作 - エンターテインメント・ワン[7]、ハズブロ[7]